# Torsten Knippertz

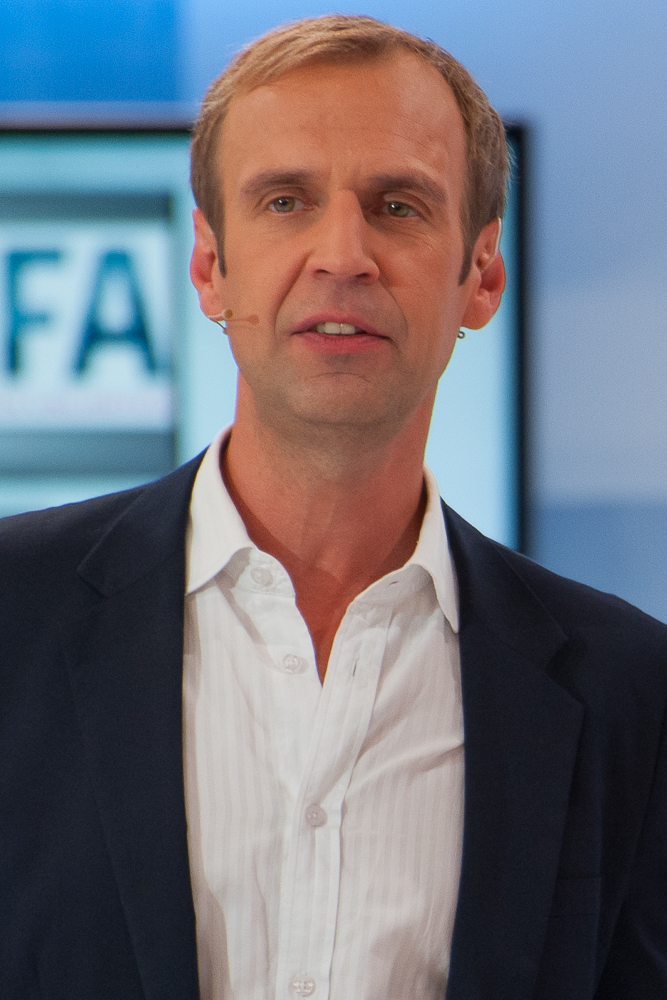
Torsten Knippertz (IFA 2013)

Torsten Knippertz (* 19. Juni 1970 in Mönchengladbach) ist ein deutscher Stadionsprecher, Schauspieler und Moderator.

## Leben und Karriere
Knippertz wuchs in Mönchengladbach auf, machte dort Abitur auf dem Neusprachlichen Gymnasium Mönchengladbach und studierte später Sport mit dem Schwerpunkt Publizistik an der Deutschen Sporthochschule Köln. Während des Studiums begann er als freier Mitarbeiter beim Mönchengladbacher Lokalradiosender Radio 90,1 zu arbeiten. Bei seinem zweiten Radioengagement bei Welle West in Heinsberg moderierte er erstmals als Fußballbundesliga-Reporter.
Weitere Radiosender, bei denen Knippertz arbeitete, waren: Radio Rur (Düren), WDR Einslive, Energy Berlin und Energy München sowie Radio Köln, wo er fast sechs Jahre (darunter anderthalb als festangestellter Redakteur) tätig war und drei Jahre die Morning Show moderierte. Während dieser Zeit besuchte Torsten Knippertz die Schauspiel Werkstatt Düsseldorf, nahm unter anderem Schauspielunterricht bei Wladimir Matuchin und besuchte Actingseminare (u. a. bei Herbert Fischer). Außerdem löste Knippertz im Jahr 1999 Carsten Kramer als Stadionsprecher von Borussia Mönchengladbach ab und war zwei Jahre lang dort tätig.
Im Jahr 2003 begannen die Dreharbeiten zum Independentfilm Bloodbound von Ulrich Fleischer, in dem Knippertz die Rolle des Drogenkuriers Stan übernahm. 2005 zog es Knippertz für ein halbes Jahr nach München, wo er beim Theaterprojekt im freien Theater InKunst/Halle7 unter der Regie von Dirk Engler und Oliver Zimmer in den Stücken Balkonszenen von John von Düffel und Hände von Dea Loher mitspielte. Im Jahr 2013 spielte Knippertz im Film 1001 Gramm (Regie Bent Hamer) neben Ane Dahl Torp die Rolle des Ehemannes.
Seit 2006 arbeitet er wieder als Stadionsprecher und Fan-TV-Moderator im Borussia-Park, nachdem Matthias Opdenhövel zum Fernsehsender Arena wechselte. Ebenfalls 2006 kommentierte er für das DSF in der Sendung Screen Shot (Moderation Giovanni Zarrella) die Computerfußballspiele der ESport-Bundesliga und interviewte zusammen mit Peer Kusmagk die Spieler. Zum Start der neuen Fußballbundesligasaison im Jahr 2009 war Knippertz außerdem als Moderator der Sendung Samstag Live und als Co-Moderator von Heimspiel zu sehen. Beide Sendungen wurden ebenfalls vom DSF (jetzt: Sport1) ausgestrahlt. Auch war Knippertz zeitweise für 9live tätig. Seit September 2009 testet Torsten Knippertz außerdem für die Rubrik „Knippertz Schnelltest“ bei n-tv neue Gadgets und elektronische Spielereien und moderiert dort auch im Wechsel mit Carola Ferstl die Sendungen Ratgeber Test, Ratgeber Hightech, Ratgeber Steuer & Recht, Ratgeber Immobilien, Ratgeber Geld und Ratgeber Weekend. Seit August 2012 führt er als Mobilator durch die Sport1-Talkshow Fantalk in der 11-Freunde-Bar in Essen-Rüttenscheid. Er interviewt in der Regel Fans in der Bar und informiert über interessante Live-Kommentare aus dem Internet zum jeweiligen Thema. Seit 2012 arbeitet er zudem als Moderator der Sendung „n-tv Ratgeber“ auf dem Nachrichtensender n-tv.
Musikalisch ist Knippertz ebenfalls aktiv. Er ist seit 1992 unter dem Künstlernamen Torsten Strafe Gründungsmitglied der Punkband Die Strafe.
Mit dem Schauspieler Thomas M. Held startete er 2008 das Spaßprojekt „the KIXbrothers“, bei dem die beiden Stimmungs- und Karnevalshits zum Besten geben. 2009 erschien das Album „Käse aus Deutschland“. Karnevalistisch geht es auch bei der zweiten Band „Knippi & de Jünters“ zu. Mit vier anderen Musikern singt Knippertz in dieser Band seit 2010 Karnevalslieder, die sich immer um Borussia Mönchengladbach drehen. 2011 erschien die Maxisingle „Mit der Raute im Herz“, 2012 der Fußballsong „Welcome Back Borussia“. Nach der Wiederaufnahme des Spielbetriebs in der Bundesliga im Mai 2020 begleitete Knippertz zeitweise Christian Straßburger als Co-Kommentator im Fohlen-Radio und dem Live-Format Bitburger FohlenRadio – Die Show auf YouTube.

## Theaterrollen (Auswahl)
- 1998: Rendezvous der Sinne – Düsseldorf tanzhaus nrw
- 1999: Ein amerikanischer Abend  – Düsseldorf tanzhaus nrw
- 1999: Atempause  – tanzhaus nrw + Solingen
- 2004: Balkonszenen  – Halle7/INKUNST München
- 2004: Hände Dea Loher Halle 7/INKUNST München
- 2007: A ist eine Andere  – Arkadas Theater Köln
- 2007: Bezaubernde Biester  – Theater Schöne Zeit Köln

## Filmografie (Auswahl)
- 2003: Better be Good (Kurzfilm)
- 2006: Carls Schwester (Kurzfilm)
- 2007: Die Todgeweihten grüßen dich (Kurzfilm)
- 2007: Geschäft ist Geschäft (Kurzfilm)
- 2008: Buffalo Soldiers ’44 – Das Wunder von St. Anna (The Miracle at St. Anna)
- 2008: Bienenstich ist aus
- 2009: Four Singles (TV)
- 2010: Der Bulle und das Landei: Babyblues (TV)
- 2010: A dangerous method
- 2010: Wenn möglich, bitte wenden (Kurzfilm)
- 2012: Der Staatsanwalt (TV-Serie, eine Folge)
- 2012: Times of Agony (Kurzfilm)
- 2012: Nachsitzen (Kurzfilm)
- 2012: Lenchen (Kurzfilm)
- 2012: Auf Anfang (Kurzfilm)
- 2013: Heiter bis tödlich: Koslowski & Haferkamp (TV-Serie, eine Folge)
- 2013: Tatort: Mordswut (TV)
- 2013: Tabakblätter und Fallschirmspringer (Kurzfilm)
- 2014: Mord mit Aussicht - Sophie kommet doch all (TV)
- 2014: Der 90 Minuten Krieg
- 2014: Das Maß des Leids (Kurzfilm)
- 2014: 1001 Gramm
- 2017: neoManiacs (Fernsehserie)
- 2021: Unter uns (Fernsehserie)
- 2024: Marie Brand und die lange Nase (Fernsehreihe)